# Square du Docteur-Calmette
Le square du Docteur-Calmette est un espace vert du 15e arrondissement de Paris.

## Situation et accès
Le square du Docteur-Calmette est situé au sud-est du 15e arrondissement, dans un espace situé entre les boulevards des Maréchaux et le boulevard périphérique. Son plan au sol occupe grossièrement un rectangle d'environ 130 m dans sa longueur, d'est en ouest, et 100 m dans sa largeur, du nord au sud. Au total, il occupe 11 760 m2.
Le square est entouré de voies sur chacun de ses côtés : au nord, le boulevard Lefebvre ; à l'est, la rue Jean-Sicard ; au sud, l'avenue Albert-Bartholomé ; à l'ouest, la rue André-Theuriet.
Le square des Périchaux est situé de l'autre côté du boulevard Lefebvre, au nord ; le jardin d'immeubles du square Brancion est accessible de l'autre côté de l'avenue Albert-Bartholomé, au sud.
Le square du Docteur-Calmette possède trois accès : à l'angle nord-ouest sur la rue André-Theuriet, à l'angle nord-est sur la rue Jean-Sicard et au milieu du côté sud sur l'avenue Albert-Bartholomé.
Le square est situé à mi-chemin entre les stations Georges Brassens et Brancion de la ligne de tramway T2. Les stations de métro les plus proches sont Porte de Vanves, sur la ligne 13, 500 m à l'est, et Porte de Versailles, sur la ligne 12, 800 m à l'ouest.

## Origine du nom
Il porte le nom d'Albert Calmette (1863-1933), codécouvreur du vaccin antituberculeux du BCG.

## Historique
Ce square est créé et prend sa dénomination actuelle en 1932 sur l'emplacement du bastion no 74 de l'enceinte de Thiers.

## Activités
Le square permet les activités suivantes :
- terrains de basket-ball et de handball ;
- tables de ping-pong ;
- aire de jeux pour petits enfants ;
- toile d'araignée.

## Décoration
Le square comprend deux œuvres, réalisées dans les années 1930 :
- Le Printemps (Paul Manaut) : groupe statuaire en marbre représentant trois nymphes ;
- Scène pastorale (Gilbert Privat) : bas-relief en pierre représentant deux jeunes femmes et un mouton.

Ces deux œuvres encadrent chacune l'un des deux petits bassins (désaffectés) du square.